# Verband Leipziger Ballspiel-Vereine
Der Verband Leipziger Ballspiel-Vereine (VLBV) war ein lokaler Fußballverband für die sächsische Großstadt Leipzig und Umgebung. Der VLBV wurde am 7. Juli 1896 im Casino Zum Rosenthal Leipzig gegründet. 
Die Gründungsmitglieder waren der Leipziger BC 1893, FC Wacker 1895 Leipzig, VfB Leipzig (1893) und die Abteilung für Bewegungsspiele der Leipziger Finkenschaft. Erster Vorsitzender wurde Oscar Büttner (LBC). Später traten auch die Vereine Sport, Sportbrüder und FC Lipsia 1893 Leipzig bei, letzterer war zum Zeitpunkt der Verbandsgründung noch Mitglied im Deutschen Fußball- und Cricket Bund (DFCB). 
Im Herbst 1896 begannen die Meisterschaftsspiele. Doch wurde im Januar 1897 beschlossen, die Rückrunde ausfallen zu lassen und dafür neu in einer Frühjahrs- und Herbstrunde zu beginnen, also nach dem Kalenderjahr zu spielen. An dieser neuen Punktrunde nahmen der LBC, FC Wacker, FC Lipsia und der VfB teil. Erster Meister wurde 1897 der Leipziger BC 1893. Dieser konnte seinen Titel in den darauffolgenden Spieljahren 1898 und 1899 erfolgreich verteidigen. 1899 nahm auch noch der FC Olympia Leipzig an der Meisterschaft teil. Am 31. Dezember 1899 spielte die Auswahl des VLBV gegen den DFCB (1:3). Die Meisterschaft der Saison 1900 gewann der FC Wacker. Am 7. Dezember 1900 trat der Leipziger BC 1893 vorübergehend aus dem Verband aus.
Auf dem Verbandstag vom 5. Februar 1901 wurde für die Meisterschaft der Saison 1901/02 der Gau „Nordwestsachsen“ innerhalb des Verbandes Mitteldeutscher Ballspiel-Vereine (VMBV) geschaffen, in dem die Vereine aus Leipzig und Umgebung sowie aus dem benachbarten Halle (Saale) zusammengefasst wurden. Der Verband Leipziger Ballspiel-Vereine blieb aber weiterhin bestehen und organisierte den Spielbetrieb. 
In der Saison 1904/05 wurde eine Punktrunde in sieben Spielklassen durchgeführt. In diesem Spieljahr nahmen zahlreiche Mannschaften sowohl an der Meisterschaft des Verbandes Mitteldeutscher Ballspiel-Vereine als auch an der des Verbandes Leipziger Ballspiel-Vereine teil. Trafen die Mannschaften in beiden Verbänden aufeinander, wurde nur einmal gespielt und das Resultat für beide Klassen gewertet.
Dem VLBV gehörten 1898 fünf Vereine mit 100 Mitgliedern an, 1900 waren es 11 Vereine mit 420 Mitgliedern und 1905 bereits 26 Vereine mit 2022 Mitgliedern. Am 22. Juni 1905 löste sich der Verband Leipziger Ballspiel-Vereine auf und ging als Gau Nordwestsachsen e.V. im Verband Mitteldeutscher Ballspiel-Vereine auf.

## Meisterschaften des Verbandes Leipziger Ballspiel-Vereine
- Saison 1897:
  - Meister: Leipziger BC 1893

- Saison 1898:
  - Meister: Leipziger BC 1893

- Saison 1899:
  - Meister: Leipziger BC 1893

- Saison 1900:
  - Meister: FC Wacker 1895 Leipzig

- Saison 1901/02:
  - Meister I. Klasse: FC Wacker 1895 Leipzig
  - Meister II. Klasse: FC Wacker 1895 Leipzig II

- Saison 1902/03:
  - Meister I. Klasse: VfB Leipzig (1893)
  - Meister II. Klasse: VfB Leipzig (1893) II

- Saison 1903/04:
  - Meister I. Klasse: VfB Leipzig (1893)
  - Meister A-Klasse: VfB Leipzig (1893) II
  - Meister B-Klasse: VfB Leipzig (1893) III

- Saison 1904/05:
  - Meister I. Abteilung A-Klasse (2. Liga): FC Wacker 1895 Leipzig II
  - Meister I. Abteilung B-Klasse (3. Liga): FC Wacker 1895 Leipzig III
  - Meister I. Abteilung C-Klasse (4. Liga): FC Wacker 1895 Leipzig IV
  - Meister I. Abteilung D-Klasse (5. Liga): FC Wacker 1895 Leipzig V
  - Meister II. Abteilung B-Klasse (6. Liga): FC Leipzig-West 1903
  - Meister II. Abteilung C-Klasse (7. Liga): VfR 1902 Leipzig II
  - Meister II. Abteilung D-Klasse (8. Liga): FC Leipzig-West 1903 III